# めんたいぴりり
『めんたいぴりり』は、2013年8月3日（第1部）および8月5日から8月29日（第2部）に放送された日本のテレビドラマ。テレビ西日本創立55周年記念ドラマで、地方局制作では珍しく、連続ドラマ形式で放送された。ふくやの一社提供番組。
2015年に続編『めんたいぴりり2』が放送された。
派生作品として、同年に『めんたいぴりり〜博多座版〜』として舞台化された。また、2019年には『映画 めんたいぴりり』として映画化され、舞台『めんたいぴりり〜博多座版〜 未来永劫編』が上演された。

## 概要
2013年は本作の主人公のモデルとなった辛子明太子メーカー・ふくや創業者の川原俊夫の生誕100年にあたり、ふくやの創業から65周年であることから、ふくやの特別協賛として放送された。川原俊夫は、辛子明太子を日本で初めて製造・販売し福岡県を代表する食産品に育て上げた人物である。
製作にあたっては福岡の人や物を使った、質の高い「福岡産」ドラマを制作することにこだわっており、監督には福岡を拠点に活動する映像作家の江口カンを起用したほか、出演者には主演の博多華丸や富田靖子、友情出演として華丸の相方である博多大吉など福岡県出身者や、寿一実、ケン坊田中、斉藤優(パラシュート部隊)、ゴリけんといった福岡県を拠点に活躍するローカルタレントが多数出演している。博多祇園山笠のシーンでは、川原が創設に携わった中洲流が、実際に山笠を動かしている。
「ふくのや」や中洲市場のシーンは当時の様子を再現した大規模なセットを局内に組んで撮影が行われたほか、北九州市や久留米市などに残る古い街並みも活用してロケを行い、当時の福岡の様子を忠実に再現することに成功している。
韓国・釜山市での現地ロケを敢行したほか、少年時代のシーンは韓国の映画撮影所を使って撮影が行われた。撮影には現地のテレビ局KNNも協力している。
本作は平日午前の放送であったが、北部九州地区で高視聴率（最高は8月7日の8.8％）を記録した。これを受けてテレビ西日本で再放送が行われたほか、KNNでも特別編集版が放送されることが決定された。テレビ西日本では9月21日12:00 - 17:30に、KNNでは9月29日から10月27日までの毎週日曜0:00-1:00に全5回が放送される。また、2013年12月以降フジテレビ系列局などで順次放送されている（後述）。

## ストーリー
ドラマは2部構成となっており、第1部は夫婦の青春時代と戦争の時代を描いた青春ドラマ、第2部は海野夫婦と「ふくのや」の人々を描いたホームコメディとなっている。
第一部
日本統治下の釜山。それぞれ別々の学校に通う海野俊之と千代子はひょんなことから「日本の見える丘」の存在をかけて浜辺で徒競走を行う事になる。その後「日本の見える丘」を目指して歩いていた二人は市場で李老人と出会う。市場で出会った李老人に山笠の存在を教えられた俊之は老人にもう一度山笠を見せようと釜山で山笠を行うべく奔走するが、老人は山笠の直前に病死する。そしていよいよ山笠の当日。押し寄せる人々の中に、千代子は李老人の姿を見た気がした。
その後二人は結婚し、一家は満州に移住する。2人の子どもに恵まれ幸せな日々を送っていた一家であったが、まもなく俊之のもとにも赤紙が届き、俊之は妻子を満州に残して沖縄へ向かう。終戦後、千代子は2人の子供を連れて満州の荒野をさまよい、なんとか引揚船に乗り込む。命からがら博多港に引き揚げてきた千代子らを待っていたのは、一足先に復員していた俊之であった。
第二部
日本へ帰国した俊之と千代子は博多にて食料品店「ふくのや」を経営するようになる。住み込みの従業員達や近所の人々、俊之が毎年参加する博多祇園山笠の仲間たちとのストーリーや明太子誕生までのエピソードが描かれている。

## 登場人物

### ふくのやの人々
海野俊之（うみの としゆき）
演 - 博多華丸（博多華丸・大吉）（少年時代：千葉一磨）
食料品店「ふくのや」の店主。中洲市場の「のぼせもん」として町内の人々からも親しまれている。めんたい作りに情熱を燃やしすぎるあまり、周りの人々をも巻き込んでしまう。博多祇園山笠にも参加するなど、博多の街を愛して止まない。
海野千代子（うみの ちよこ）
演 - 富田靖子（少女時代：神田朝香）
俊之の妻。ふくのやの女将として俊之を支えている。俊之とは女学校時代に釜山の市場で出会い、後に結婚する。突飛な行動に出る俊之を止めたり、店にやってきたやくざに立ち向かったりと度胸のあるしっかり者の「ごりょんさん」である。来客用にお茶を出すと高い頻度で茶柱が立つ。
八重山徳雄
演 - 瀬口寛之
ふくのやで住み込みで働く最年長の従業員。俊之とは戦後のヤミ市で出会い、俊之を慕ってふくのやの従業員となる。俊之とともに山笠に参加したりめんたい作りに奔走するが後に独立を決意し、ふくのやを退職する。
松尾竹吉（まつお たけきち）
演 - 斉藤優（パラシュート部隊）
ふくのやの従業員。八重山、笹嶋とともに住み込みで働いている。お調子者であり、ふくのやのムードメーカー。後にふくのやの従業員のとなるミチエに一目惚れし、俊之によってミチエの父親を交えてのお見合いが敢行される。
笹嶋辰雄（ささじま たつお）
演 - 福場俊策
ふくのやの従業員。最年少であり性格は真面目であるが、自身の母親が病気で入院すると知らせが来た時に、費用を工面しようとしてふくのやの売上金を俊之に無断で持ち出そうとしてしまう。また、ふくのやのめんたいの模倣品が出たときはその製造者の元へ行き、偵察していた。
岡村ミチエ（みっちゃん）
演 - 井上佳子
ふくのやの従業員。俊之が呑みに行ったキャバレーのホステスであったが、俊之に誘われ従業員となった。松尾から好意を持たれている。北九州市の門司出身で、柔道は黒帯の腕前を誇る。

### ふくのやを取り巻く人々
でんさん
演 - ゴリけん
中洲市場でふくのやの向かい側で金物雑貨屋を営んでいる。俊之とは仲が良く、一緒に飲みに出かけたり、博多祇園山笠にも参加している。
でん妻
演 - 酒匂美代子
でんさんの妻で一緒に金物雑貨店を営んでいる。
須崎幸之助
演 - 玄海竜二
中洲の商人。「中洲流を誕生させる會」の人間で、俊之と共に中洲流を結成すべく奔走する。
岡村吾郎
演 - 西村雅彦
ミチエの父。北九州で学校の校長を務めている。妻を早くに亡くし、男手ひとつでミチエを育ててきた。堅物で下戸だとミチエには思われているが実は大酒呑みで、呑むと能天気になる性格である。俊之と呑み屋で意気投合する。
矢嶋政吉
演 - 光石研
中洲のヤクザの親分。子分がふくのやの店先で松尾らに絡んでいるところを見つけ、俊之がめんたいを作っていることを知る。後日再び子分と共にふくのやを訪れ俊之のめんたいを食し、その味を認めた。
スケトウダラ
演 - 博多大吉（博多華丸・大吉）
俊之の夢に出てくるめんたいの妖精。めんたいづくりが難航し、行き詰まる俊之の夢の中でめんたいづくりを辞めたら楽になると誘惑する。銀色のスーツで下半身は魚で人魚のような恰好をしている。

### 釜山時代
李老人
演 - 小松政夫
釜山の市場で露天商を営む博多出身の朝鮮人。絵をかくのが趣味で、博多祇園山笠のことを俊之と千代子に教えた。
三枝紀夫
演 - 野村宏伸
俊之の戦友。出征前は京都で和菓子屋を営んでいた。
満州時代の世話人
演 - 川上泰生
出兵中で俊之が不在の海野家にて千代子に帰国ができるよう手配することを約束する。

### その他
丸山さん
演 - ケン坊田中
ふくのやの取引先の社長。ハイカラ調のキャラクターでフランス語の単語をよく口にする。
消防団員
演 - 町田隼人
台風が福岡に上陸し那珂川が氾濫した時に中洲を巡回していた地元の消防団員。俊之が那珂川の氾濫を聞きつけ、駆けつけようとしているところを止める。
猪鹿園(いのしかえん)社長
演 - 寿一実
福岡市内で中華料理店を経営する社長。台風の襲来で家が全壊しふくのやに避難してきたが帰り際にふくのやと取引がしたいと申し出る。
猪鹿園中洲店店長
演 - 森本のりひさ（どんぴしゃ）
台風が福岡に上陸したときに社長と共にふくのやに避難してきた。社長と共にふくのやの取引を懇願する。
猪鹿園天神店店長
演 - おほしんたろう
台風が福岡に上陸したときに社長と共にふくのやに避難してきた。社長と共にふくのやの取引を懇願する。
中洲のチンピラ
演 - ヤマドゥ
演 - 阿部哲陽（レモンティー）
ふくのやの店先で配達に出かけようとしていた松尾の自転車にぶつかったと因縁をつける。
矢部江里子
演 - 内田慈
千代子の幼なじみ。ふくのやの店先にて在留米兵とトラブルになっているところを偶然出会うも敗戦の混乱のせいか、その姿は女学校時代とは変わり果て中洲のホステスと化していた。
山本
演 - 椎葉ユウ
福岡観光協会の職員。中洲市場から移転前のふくのやを訪れて海野夫妻に韓国国交の使節団の一員になるよう誘いをかける
エキストラ
演 - 新垣泉子（TNCアナウンサー）、坂梨公俊（TNCアナウンサー）、出口麻綾（TNCアナウンサー）

## スタッフ
- 原作 - 川原健『明太子をつくった男 〜ふくや創業者・川原俊夫の人生と経営〜』（海鳥社、2013年1月、ISBN 978-4874158739）
- 脚本 - 東憲司
- タイトル題字 - 錦山亭金太夫
- 企画協力 - 大野隆二、嶋村雅己
- テクニカルディレクター - 今泉浩史
- 撮影 - 許斐孝洋
- 照明 - 梶原公隆
- 録音 - 福田有希
- 音楽 - 近谷直之
- 美術 - 山本修身
- 助監督 - 山崎樹
- 制作担当 - 谷尚明
- プロデューサー - 瀬戸島正治、本田克哉（VSQ）
- 監督 - 江口カン
- 制作統括 - 山﨑浩一郎
- 協力 - 福岡フィルムコミッション、北九州フィルムコミッション、韓国観光公社、釜山市、陜川郡、中洲流、KNN、東西大學校、TNCプロジェクト、空気株式会社
- 特別協賛 - 株式会社ふくや
- 制作協力 - VSQ
- 制作・著作 - テレビ西日本

## テーマソング
- 主題歌 - 風味堂「夢を抱きし者たちへ」（ビクターエンタテインメント）
- エンディングテーマ - 風味堂「足跡の彼方へ」（ビクターエンタテインメント）
  - 両曲を収録したアルバムが2013年8月3日より配信限定で発売されている[12]。

## 放送日時
第1部・第2部を両方放送する局
| 放送対象地域 | 放送局                        | 系列           | 第1部                                      | 第2部                                                |
| ------------ | ----------------------------- | -------------- | ------------------------------------------ | ---------------------------------------------------- |
| 福岡県       | テレビ西日本（TNC）（制作局） | フジテレビ系列 | 2013年8月3日（土） 12:00 - 13:30           | 2013年8月5日から2013年8月29日 （月～木）9:50 - 10:05 |
| 近畿広域圏   | 関西テレビ（KTV）             | フジテレビ系列 | 2014年1月10日（金） 1:58 - 3:27（9日深夜） | 2014年1月13日から1月22日 （月～金）4:54 - 5:25       |

55分版を放送する局
| 放送対象地域   | 放送局                    | 系列                                         | 放送日時                                                                   |
| -------------- | ------------------------- | -------------------------------------------- | -------------------------------------------------------------------------- |
| 鹿児島県       | 鹿児島テレビ（KTS）       | フジテレビ系列                               | 2013年12月17日から2013年12月24日 （火～金）14:00 - 14:55                   |
| 沖縄県         | 沖縄テレビ（OTV）         | フジテレビ系列                               | 2013年12月30日から2014年1月27日 毎週（月）0:55 - 1:55（日曜深夜）          |
| 広島県         | テレビ新広島（TSS）       | フジテレビ系列                               | 2014年1月6日から2014年1月10日 （月～金）14:00 - 14:57                      |
| 佐賀県         | サガテレビ（STS）         | フジテレビ系列                               | 2014年1月6日から2014年1月10日 （月～金）14:00 - 14:58                      |
| 宮崎県         | テレビ宮崎（UMK）         | フジテレビ系列 日本テレビ系列 テレビ朝日系列 | 2014年1月6日から2014年1月10日 （月～金）14:00 - 14:55                      |
| 宮城県         | 仙台放送（OX）            | フジテレビ系列                               | 2014年1月13日から2014年1月17日 （月～金）15:55 - 16:50                     |
| 大分県         | テレビ大分（TOS）         | フジテレビ系列 日本テレビ系列                | 2014年1月20日から2014年1月24日 （月～金）9:50 - 10:50                      |
| 中京広域圏     | 東海テレビ（THK）         | フジテレビ系列                               | 2014年1月22日から2014年2月5日 （水）1:45 - 3:35                            |
| 長崎県         | テレビ長崎（KTN）         | フジテレビ系列                               | 2014年2月3日から2014年3月3日 （月）14:58 - 15:53                           |
| 関東広域圏     | フジテレビ（CX）          | フジテレビ系列                               | 2014年2月25日から2014年4月1日 （火）3:00 - 3:55                            |
| 熊本県         | テレビ熊本（TKU）         | フジテレビ系列                               | 2014年3月3日から2014年3月7日 （月～金）15:55 - 16:50                       |
| 北海道         | 北海道文化放送（UHB）     | フジテレビ系列                               | 2014年3月1日から2014年3月29日 （土）1:10 - 2:10                            |
| 静岡県         | テレビ静岡（SUT）         | フジテレビ系列                               | 2014年3月20日から2014年3月27日 （月～木）16:30 - 17:25                     |
| 福島県         | 福島テレビ（FTV）         | フジテレビ系列                               | 2014年4月23日から2014年5月1日 （水～金）14:00 - 14:55                      |
| 青森県         | 青森朝日放送（ABA）       | テレビ朝日系列                               | 2014年5月5日から2014年5月9日 （月～金）10:30 - 11:25                       |
| 島根県・鳥取県 | 山陰中央テレビ（TSK）     | フジテレビ系列                               | 2014年7月10日から2014年8月7日 （木）14:55 - 15:50                          |
| 福井県         | 福井テレビ（FTB）         | フジテレビ系列                               | 2014年8月11日から2014年8月13日 （月～火）14:00 - 15:52 （水）14:00 - 14:56 |
| 岩手県         | 岩手めんこいテレビ（mit） | フジテレビ系列                               | 2014年9月22日から2014年9月26日 （月～金）14:30 - 15:25                     |
| 愛媛県         | テレビ愛媛（EBC）         | フジテレビ系列                               | 2014年12月4日から2014年12月11日 （月～木）14:00 - 14:55                    |
| 山形県         | さくらんぼテレビ（SAY）   | フジテレビ系列                               | 2014年12月29日から2014年12月30日 （月）14:00 - 16:50 （火）14:00 - 15:55   |
| 高知県         | 高知さんさんテレビ（KSS） | フジテレビ系列                               | 2015年3月23日から2015年3月27日 （月～金）15:00 - 15:55                     |
| 石川県         | 石川テレビ（ITC）         | フジテレビ系列                               | 2015年12月21日から2015年12月25日 （月～金）15:53 - 16:50                   |
| 日本全域       | BSフジ                    | 衛星放送                                     | 2014年8月25日から2014年8月29日 （月～金）17:00 - 18:00                     |
| 釜山広域市     | KNN                       | 海外放送                                     | 2013年9月から2013年10月 （日）0:00 - 1:00                                  |

サブタイトル
| 放送回 | 放送日  | サブタイトル                       |
| ------ | ------- | ---------------------------------- |
| 第1話  | 8月05日 | 「アイスキャンデーでひと儲け」の巻 |
| 第2話  | 8月06日 | 「めんたいを作るけん」の巻         |
| 第3話  | 8月07日 | 「台風がやってきたばい」の巻       |
| 第4話  | 8月08日 | 「幼なじみはよかね!」の巻          |
| 第5話  | 8月12日 | 「ジャンギャバンってなん?」の巻    |
| 第6話  | 8月13日 | 「お!お金がなくなった」の巻        |
| 第7話  | 8月14日 | 「親分さん、いらっしゃい」の巻     |
| 第8話  | 8月15日 | 「京美人は色っぽか～」の巻         |
| 第9話  | 8月19日 | 「みっちゃん、来る」の巻           |
| 第10話 | 8月20日 | 「めんたいが危ない」の巻           |
| 第11話 | 8月21日 | 「ふくのや恋物語」の巻             |
| 第12話 | 8月22日 | 「続・ふくのや恋物語」の巻         |
| 第13話 | 8月26日 | 「さらば、八重山」の巻             |
| 第14話 | 8月27日 | 「めんたい大作戦」の巻             |
| 第15話 | 8月28日 | 「めんたいはラブレター」の巻       |
| 第16話 | 8月29日 | 「二人の想い出はめんたい」の巻     |

### 再放送（テレビ西日本）
- 2013年9月21日　12:00 - 17:30（第1部、第2部を一挙放送[10]）
- 2013年12月23日から28日　9:50 - 10:45（55分の再編集版を5回に分けて放送[13]）
- 2015年1月5日から1月9日 14:00-14:55（55分の再編集版を5回に分けて放送）
- 映画公開を記念して、2019年1月5日 10:25-11:45に第1部を#1として再放送（放送枠が80分のため一部カット）、13:00-17:00に第2部の55分再編集版を#2～#5として再放送（55分再編集版ではあるが、放送枠は60分×4回）

## 受賞歴
- 第30回ATP賞・奨励賞[1]
- 第51回ギャラクシー賞・奨励賞[2]
- 2014年日本民間放送連盟賞 テレビドラマ種目 優秀賞[14]

## 関連商品
DVD
- めんたいぴりり（2014年8月20日、よしもとミュージックエンタテインメント、YRBJ-70001〜3）

本番組と「博多めんたい物語〜ふくや創業者・川原俊夫ドキュメント」、「めんたいぴりり通信」をまとめたDVD-BOXとして発売。

ノベライズ
- 東憲司『めんたいぴりり』（2018年3月20日、集英社文庫、ISBN 978-4-08-745721-6）

## 続編
『めんたいぴりり2』と題して、テレビ西日本にて2015年2月20日および2月27日に放送された。

## 舞台版
『めんたいぴりり〜博多座版〜』として舞台化され、福岡・博多座にて2015年3月6日から3月29日まで上演された。脚本は中島淳彦、演出はG2が担当。主演はドラマ版に引き続き、博多華丸が務める。
休演日を利用して、『めんたいぴりりNIGHT～夢を抱きし者たちへ～』のイベントが開催され、第2部では、スピンオフ作品『でんさん危機一髪!!』が上演。
続編の『めんたいぴりり〜博多座版〜  未来永劫編』が、福岡・博多座にて2019年3月30日から4月21日まで上演され、東京・明治座で9月22日から29日まで上演された。脚本・演出は東憲司。
2015年版の主なキャスト
- 海野俊之 - 博多華丸（学生時代：千葉一磨）
- 海野千代子 - 酒井美紀（学生時代：神田朝香）
- 岡村吾郎 - 西村雅彦・モロ師岡（Wキャスト）
- 矢島政吉 - 宇梶剛士
- 三枝京子 - 紺野美沙子
- 八重山徳雄 - 瀬口寛之
- 松尾竹吉 - 斉藤優
- 笹嶋辰雄 - 福場俊策
- 岡村チエ - 井上佳子
- でんさん - ゴリけん
- 恵理子 - 林田麻里
- でんさんの妻 - 酒匂美代子

2019年版の主なキャスト
- 海野俊之 - 博多華丸
- 海野千代子 - 酒井美紀
- 花島先生 - 大空ゆうひ
- 石毛太郎 - 相島一之
- 中村伊佐美 - 川原和久
- 春日沙織 - 藤吉久美子
- 野々村周作 - 原西孝幸・ワッキー（Wキャスト）
- 松尾竹吉 - 斉藤優
- でんさん - ゴリけん
- 八重山徳雄 - 瀬口寛之
- 笹島辰雄 - 福場俊策
- 岡村ミチエ - 井上佳子
- でんさん妻 - 酒匂美代子
- スケトウダラ - 博多大吉（映像出演）
- 丸尾老人 - 小松政夫

## 映画版

### 『映画 めんたいぴりり』
『映画 めんたいぴりり』として映画化され、2019年1月11日に福岡県内先行公開、1月18日に全国公開された。
京都国際映画祭2018に特別招待作品として出品され、2018年10月14日にプレミア上映された。

#### あらすじ
第二次世界大戦の終戦後、釜山から引き上げて来た海野俊之と千代子の夫婦は、博多の中洲に小さな食料品店「ふくのや」を開き、幼い息子たちや住み込みの従業員たちと賑やかに暮らしていた。当主の俊之は超が付くほどのお人好しで赤の他人の世話を焼きつつ、釜山で知った味を「明太子」と銘打って日本人向けに改良し、広めようと研究に励む人物だった。
時には苦しい家計を圧迫しつつも奮闘する俊之。地元の大祭である博多祇園山笠にも熱狂的に参加し、店では貧しさ故にソーセージを盗んだ少女・ひな子を見逃した上にお土産に明太子まで持たせてしまう。そんな俊之を支える妻の千代子は、西鉄ライオンズのエース選手・稲尾和久の大ファンで、夫を時には厳しく指導しつつ支えていた。
俊之が食べ物にこだわるのは、戦争で兵士として戦った日々の空腹と悲惨な光景の記憶ゆえだった。美味しい明太子は食べた人を幸福にする魔法の食品だと信じている俊之は、類似品を売ろうとする男に進んでレシピを教え、明太子を博多名物にする為に特許も申請しなかった。
戦後間もないこの頃は貧しい子供も多く、ひな子たちのために匿名の「足長おじさん」として小学校に新品のリュックと靴をプレゼントする俊之。千代子は生活費を使われて激怒したが、理由を知って納まった。銭湯に行く金もない近所の老人に風呂を使わせると、老人は「西鉄の稲尾も明太子のファンだ」と言い残して姿を消した。それを真に受けて球場に幟（のぼり）を持参し、大声援を送る「ふくのや」の一同。明太子と呼びかけられても何のことか分からない稲尾選手。
時には研究に行き詰まり、死にたいほど落ち込む俊之。風呂を貸した老人は貧しさ故に自殺し、ひな子も区画整理による家の取り壊しで遠くへの引っ越しを余儀なくされた。それでも千代子に励まされた俊之は気力を取り戻し、ひな子の為に賑やかなお別れ会を開いて見送った。
少しずつ明太子の人気が出て来たある日、「ふくのや」に現れる西鉄の稲尾選手。俊之たちの球場での大声援で興味を持った稲尾は、試しに食べた明太子が大好物になり、開発者に会おうと訪ねて来たのだ。大スターの登場に「ふくのや」の一同も買い物客たちも明るい笑顔に包まれた。

#### キャスト
- 海野俊之：博多華丸
- 千代子：富田靖子
- 松尾：斉藤優
- 八重山：瀬口寛之
- 笹嶋：福場俊策
- ミチエ：井上佳子
- 海野健一：山時聡真
- 海野勝：増永成遥
- 英子：豊嶋花
- でん妻：酒匂美代子
- でんさん：ゴリけん
- スケトウダラ：博多大吉（友情出演）
- キャサリン：中澤裕子
- 稲尾和久：髙田延彦
- 花島先生：吉本実憂
- 石毛：柄本時生
- 吉川：田中健（特別出演）
- 丸尾：でんでん

#### スタッフ（映画）
- 監督：江口カン
- 脚本：東憲司
- 主題歌：風味堂「夢を抱きし者たちへ」（SPEEDSTAR RECORDS）
- 製作統括：宗寿彦
- プロデュサー：瀬戸島正治、片岡秀介、本田克哉
- 音楽プロデューサー：渡辺秀文
- 音楽：近谷直之
- 企画・製作：きびる
- 撮影：許斐孝洋
- 照明：梶原公隆
- 録音・効果：増冨和音
- 美術：山本修身
- 編集：飯塚泰雄
- 記録：原田侑子
- 助監督：猪腰弘之
- 制作担当：谷尚明
- 制作プロダクション：VSQ
- 配給：よしもとクリエイティブ・エージェンシー
- 協力：福岡市、北九州市、福津市、うきは市、佐賀県
- 後援：博多祇園山笠振興会、八女市

### 『映画 めんたいぴりり〜パンジーの花』
劇場版第2作『映画 めんたいぴりり〜パンジーの花』は2023年6月2日から九州先行上映が行われ、同月9日に全国拡大公開された。
あらすじ
博多の中洲で明太子や食品を売る「ふくのや」の主・海野俊之は超のつくお人好しで、妻の千代子への誕生日プレゼント用の金まで見知らぬ他人に貸してしまい、地元の大祭である博多祇園山笠に無邪気に熱狂する男だった。そんなある夜、「ふくのや」のシャッターの前に勝手に「たこ焼き」の屋台を開く年配女性のツル。「ふくのや」の従業員たちは営業妨害と怒ったが、お人好しの俊之ら家族は早速たこ焼きをパクつきだした。「この辺は昔は花いっぱいの公園だった」と懐かしむツル。
「ふくのや」従業員の松尾竹吉は、屋台を追い払おうとツルと掛け合ううちに、逆に親しく話し込む仲になった。旅役者と恋に落ち、公園にパンジーの咲く季節に再会する約束をして、30年も待っていると打ち明けるツル。昼間に屋台を置いている空き地をパンジーで一杯にしたら恋人が帰って来るというツルに「男に騙されている！」と言いつつ、種を埋める手伝いをする松尾。
パンジーは小さな芽を出したが、工事のために空き地は閉鎖される事になった。パンジーを救うために町の人々にも呼びかけて芽を移植してもらう俊之。だが、大勢の優しさに触れたツルはそれで満足して次の町に屋台と共に旅立って行った。
一方、従業員の八重山徳雄は町で絵画教室を営むマリに恋をし、才能もないのに教室に通っていた。マリには、付きまとうアツシという工事作業員がいた。マリとアツシは美大時代に交際していたが、アツシが美術で身を立てようと東京に出た時にマリを置いて行き、愛し合いながらケンカ別れしている仲だった。それに気づいて自分の恋心を隠しつつ二人を結びつける八重山。
千代子の誕生日にプレゼントを買う金もない俊之。町のあちこちにパンジーが咲いた事に気づいた俊之は、ツルが屋台を出している宮浜の祭り会場までの二人きりの日帰り旅を千代子に提案した。そこでツルの恋人がすでに亡くなっていた事を知る俊之と千代子。俊之たちの勧めで中洲に戻ったツルを「ふくのや」の面々は、屋台の周りを咲き誇るパンジーで埋め尽くして迎えた。
キャスト
- 海野俊之：博多華丸
- 海野千代子：富田靖子
- 松尾竹吉：斉藤優
- 八重山徳雄：瀬口寛之
- 笹嶋辰雄：福場俊策
- 岡村ミチエ：井上佳子
- 海野健一：増永成遥
- 海野勝：菊池拓眞
- でん妻：酒匂美代子
- でんさん：ゴリけん
- スケトウダラ：博多大吉
- 牧野マリ：地頭江音々（HKT48）
- あつし：森永悠希
- 吉田ツル：余貴美子